# Az Így jártam anyátokkal szereplőinek listája
Ez a lista az Így jártam anyátokkal című amerikai televíziós sorozat szereplőinek felsorolását tartalmazza.
|  | Alább a cselekmény részletei következnek! |

## Főszereplők

### Ted Evelyn Mosby
Josh Radnor játssza a sorozatban, szinkronhangja Fesztbaum Béla. 1978. április 25-én született. Javíthatatlanul romantikus, életcélja megtalálni a Nagy Őt, és mindent meg is tesz ennek érdekében. Hisz a végzetben, és hogy az Univerzum irányítja a dolgokat. Ted az ohioi Shaker Heightsban nőtt fel, majd a Wesleyan Egyetemen diplomázott mint építész. Itt találkozott Marshall-lal és Lilyvel. Ő a történet főszereplője, egyben narrátora, aki gyerekeinek meséli el a sorozat történéseit, mint annak a történetét, hogy miként is találkozott az anyjukkal. Életének fontosabb állomásai közé tartozik, hogy faképnél hagyták az oltár előtt, hogy egyetemi tanár lett, és hogy ő tervezhette meg a Góliát Nemzeti Bank új székházának épületét.
Ted számos lánnyal randizott, közülük sok csak epizódszerepben volt látható, de néhánnyal hosszútávú kapcsolatban is volt. Leghírhedtebb "se veled, se nélküled" kapcsolata Robinnal volt, de sokáig barátnője volt Victoria, Stella (aki az oltárnál hagyta el), Zoey, és Jeanette. Jövendőbeli feleségével végül csak a legutolsó epizódban találkozik, bár a kilencedik évadban látható néhány jövőbeli jelenet, melyben már együtt vannak. Az utolsó epizódból az is kiderül, hogy felesége hat éve halott, és hogy titokban még mindig érez valamit Robin iránt, akit meg is keres, gyerekeinek hatására.

### Marshall Eriksen
Jason Segel játssza a sorozatban, szinkronhangja Csőre Gábor. Marshall az egyetem első éve alatt találkozik Teddel és Lilyvel. A minnesotai St. Cloud-ból származik, 191 centiméteres magasságával ő a törpe a családban, akik hatalmas, életerős emberek. A sorozat kezdetekor közel kilenc évi együttjárás után kéri meg Lily kezét, akivel a második évad végén összeházasodnak. A sorozat elején még jogi tanulmányait végzi a Columbia Jogi Egyetemen, mert környezetvédelmi ügyvéd szeretne lenni. Eleinte Barneynak köszönhetően a Góliát Nemzeti Banknál kezd el dolgozni. Marshall ügyes játékos, gyakorlatilag minden játékot megnyer, amiben rész vesz. Hisz a paranormális jelenségekben, a Loch Ness-i szörnyben és a jetiben. Lilyvel három gyerekük születik az idők során, az első, Marvin Mostfigyelj Eriksen a sorozatban látható is.
Miután ügyvédi karrierjét majdnem kész volt feladni, hogy Lilyvel Rómába költözzön, elfogad egy bírói állást, így beteljesíti álmát.

### Lily Aldrin
Alyson Hannigan játssza a sorozatban, szinkronhangja Závodszky Noémi. Lily óvónő. Marshall felesége, aki Brooklynban, New Yorkban nőtt fel. Lily nagy álma, hogy egyszer művész szeretne lenni, korábban festett egy aktot Marshallról és Barneyról is. Komoly gondjai vannak a költekezéssel, ami miatt komolyabb adósságokat halmoz fel. Manipulatív személyiség, képes volt titokban Ted több barátnőjét is elmarni mellőle a mesterkedéseivel, csak azért, mert neki nem tetszettek. Nagyon nehezen tart meg titkokat, és sugalmazza a sorozat a biszexualitását is.
A középiskolában egy Scooter nevű sráccal randizott, majd az egyetemen ismerte meg Tedet és Marshallt. Marshallal akkor jöttek össze, és kilenc év együttjárás után megkérte a kezét. A jegyességet végül az esküvő előtt két hónappal felbontották, amikor Lily San Franciscóba utazott, hogy megvalósíthassa művészeti vágyait. Végül kudarcokkal terhesen visszatért, de Marshall annyira csalódott volt a dolgok miatt, hogy csak jóval később jöttek újra össze, és végül össze is házasodtak. New York "Beboszetesza" negyedébe költöztek ki, mert korábban Teddel éltek egy lakásban. Lily a hatodik évad végén tudja meg, hogy terhes, és a hetedik évad végén születik meg Marvin Mostfigyelj Eriksen. Később a Kapitány ajánlatára mint művészeti tanácsadó dolgozik mellette, de a munka egy évre Rómába szólítaná. Ez sok vitát eredményez közte és Marshall között. Később megszületik második gyerekük, a kis Margaréta, és az is kiderül, hogy a jövőben lesz még egy gyerekük.

### Barney Stinson
Neil Patrick Harris játssza a sorozatban, szinkronhangja Markovics Tamás. Eredeti nevén Barnabus Stinson. Nagy nőcsábász, akit állandóan csak öltönyben látunk. Kedveli a lézerharc-játékot, képzett bűvész, és gyakran használ visszatérő frázisokat, mint "királyság", "fergeteges", vagy "elfogadom a kihívást". Barney két könyvet is írt: a Tesókódexben foglalja össze gondolatait arról, hogyan kell a legjobb cimboráknak egymással viselkednie különféle helyzetekben, míg a Taktikai Könyv a csajozási módszerekről szól. Barney és fekete féltestvére, James, apa nélkül, az anyjukkal, Lorettával nőttek fel. Apját Jerome Whittakert csak mint Jerry bácsi ismerte fiatalkorából, a sorozat során találkoznak újra és tisztázzák kapcsolatukat. Fiatalon egy hosszú hajú hippi volt, aki arra vágyott, hogy csatlakozzon a Békehadtesthez, de egy szerelmi csalódás teljesen megváltoztatta az életét. Nem sokkal ezután találkozott Teddel a bár vécéjében, akinek megígérte, hogy megtanítja őt élni – így lettek barátok. A negyedik évadban szerelmes lesz Robinba, ám érzéseit titkolja, egészen az ötödik évad elejéig, amikor is összejönnek. A kapcsolat mindazonáltal nem tart túl sokáig, és Barney visszatér régi énjéhez. Ezt követően Norával, Robin munkatársnőjével kerül kapcsolatba, akivel kapcsolatuk mégsem mélyül el, mert Nora nem bízik meg abban, hogy őszinték az érzései. Több kapcsolat után végül visszatalál Robinhoz, akit elvesz feleségül, de három évvel később elválnak, és újra visszatér a csajozáshoz. Amikor azonban egy lány terhesen marad utána, és megszületik kislánya, Ellie, felhagy a léhasággal, és mintaapa lesz.

### Robin Scherbatsky
Cobie Smulders játssza a sorozatban, szinkronhangja Németh Borbála. Televíziós riporter, hírbemondó több tévécsatornánál is. Vancouverből származik, kanadai származása sok élcelődés tárgya. Nevét az apja után kapta, aki csalódott volt a születésekor, mert fiút várt, és ezt egész életében éreztette is vele. A sorozat során Teddel folyamatos "se veled, se nélküled" kapcsolatban vannak. Tinédzserkorában Robin Sparkles néven kanadai popsztár volt, második klipjében egykori fiúja, Simon is szerepel. Robin mindig elneveti magát, amikor hazudik. és gyakran beszél olyan kanadai dolgokról, amit a többiek egyáltalán nem értenek. Kezdetben utálja a gyerekeket, ám amikor kiderül róla, hogy meddő és neki soha nem lehet gyereke, megszereti őket. Teddel való kapcsolata után néhány futó kalandja akad, majd két komolyabb kapcsolata (Donnal és Nickkel) is kisiklik, végül feleségül megy Barneyhoz. Három évvel később azonban elválnak. Robin híres tévériporter lesz, aki a történet végén még mindig egyedül él, a kutyáival.
Robin felbukkan az "Így jártam apátokkal" című sorozat első évadának utolsó részében, ami 2022-ben játszódik.

### Az Anya (Tracy McConnell)
A sorozatban Cristin Milioti játssza, magyar hangja Sallai Nóra. Nevét egészen a legutolsó epizódig nem tudjuk meg, mindig csak az anyaként hivatkozik rá Ted. Egészen a nyolcadik évadig nem is látható, csak pár közvetett utalás van a jelenlétére. A sorozat kezdetekor (2005-ben) éppen a 21. születésnapján tudja meg, hogy a barátja, Max, meghalt. Ezután évekig visszavonul a randizástól, majd egy Louis nevű sráccal van kapcsolata, aki megkéri a kezét, éppen Barney és Robin esküvőjének előestéjén. Végül nemet mond, és ezután találkozik Teddel, mint annak a zenekarnak a basszusgitárosa, amely az esküvőn is fellép. Két gyerekük születik: Penny és Luke. Az eredeti befejezés szerint 2024-ben ismeretlen betegségben meghal, ezt a rajongók felháborodása miatt utóbb megváltoztatták a DVD-kiadáson.

## Mellékszereplők

### Penny és Luke Mosby
Lyndsy Fonseca (magyar hangja Talmács Márta és Berkes Boglárka) és David Henrie (magyar hangja Penke Bence) játsszák őket a sorozatban. Bár visszatérő szereplők, a második évad elkészülése óta nem szerepelnek a sorozatban, mert a történetben, míg a narráció ideje, 2030 nem változik, a történet haladtával a színészek pedig öregszenek. Látható is, hogy míg az első két évadban többször szakítják meg Ted történetét kérdésekkel, a későbbiekben már csak archív felvételeket láthatunk róluk. A kilencedik évad reklámspotjában egy alkalommal visszatérnek (immár új felvételben), ahol is igen durván kiakadnak a jövőbeli Tedre, amiért már nyolc éve meséli neki a sztorit, hogyan is találkozott az anyjukkal. Ted lánya 2015-ben, a fia pedig 2017-ben született. Ted lányát Penny-nek hívják (egy talált szerencsepénz miatt), a fiát pedig Luke-nak (Ted Star Wars iránti rajongása miatt).

### Marvin Mostfigyelj Eriksen
Lily és Marshall fia, (magyar hangja Straub Norbert gyerekként, Gacsal Ádám felnőtként) aki a hetedik évad végén született. Középső nevét Barneytól kapta, aki azért kapta meg a névadás jogát, mert segített Marshallnak időben beérni a kórházba. Születése után sok gondot okoz a szüleinek, akik alvásmegvonástól szenvednek miatta. A kilencedik évad elején Marshall és Marvin Minnesotából tartanak hazafelé Barney esküvőjére. Marvint több kisgyerek is játszotta a sorozatban.

### Ranjit Singh
Marshall Manesh játssza a karaktert (magyar hangja Forgács Gábor, Rudas István és Bolla Róbert) aki egy bangladesi limuzinsofőr. Karaktere különös módon mindig ott van, mint sofőr, amikor a szereplőkkel valamilyen fontos dolog történik. Ted meséje szerint a jövőben befektetései annyira megtérülnek, hogy egy saját limuzinkölcsönző céget nyit.

### Carl MacLaren
Joe Nieves alakítja (magyar hangja Gubányi György István, Király Adrián és Imre István), ő a MacLaren's bár pultosa és tulajdonosa. Neve után kapta a bár a nevét. A jövőben fia is besegít neki. Joe Nieves azt követően kapta meg a szerepet, hogy a legelső részben vele tervezett jelenetet kivágták, és a lelkesedése miatt megsajnálták. A karakter felbukkan az "Így jártam apátokkal" című sorozatban is, amiből kiderül, hogy 2022-ben is ő a bár tulajdonosa.

### James Stinson
Wayne Brady játssza a karaktert (magyar hangja Zámbori Soma). James nem más, mint Barney homoszexuális, afroamerikai féltestvére és szárnysegédje, akivel nagyon hasonlítanak egymásra. A sorozatban történő első felbukkanásakor derül ki, hogy össze készül házasodni partnerével, Tommal, ami megviseli Barneyt, hiszen ő ellenzi a házasság intézményét. Mégis, amikor megtudja, hogy egy kisfiút fogadnak örökbe, megenyhül. Később kiderül, hogy James apja Sam Gibbs tiszteletes, ezt követően egy kislányt is örökbefogadnak. A kilencedik évadban elválnak Tommal, miután az megcsalta őt, és most a helyzet megfordul: már ő akarja lebeszélni Barneyt a házasságról. Később a helyzet megoldódik, és újra összejönnek Tommal.

### Victoria
Ashley Williams alakítja (magyar hangja Zsigmond Tamara). Ted első komoly barátnője a sorozatban. Cukrászként dolgozott a Boglárka Cukrászdában, és ő készítette azt az esküvői tortát, amelyet Claudia és Stuart esküvőjén felszolgáltak. Hamar kialakul köztük egy erős vonzalom, de megfogadják, hogy aznap este nem csinálnak semmit, sőt névtelenek maradnak, hogy szép esteként maradjon meg a gondolataikban. Végül Ted mégis kinyomozza, hogy ki ő, és összejönnek. Kapcsolatukat beárnyékolja, hogy pár hónap után Victoria elnyer egy két évre szóló németországi ösztöndíjat. Úgy döntenek, hogy kipróbálják a távkapcsolatot, ami nem bizonyul tartósnak: Ted megcsalja őt Robinnal, és ezért szakítanak.
Hat évvel később találkoznak újra, amikor Victoria felbukkan cukrászként egy építészbálon. Victoria megbocsát Tednek azért, amit tett, ám kiderül, hogy gyakorlatilag a szakításuk másnapján összejött odakint egy Klaus nevű sráccal. Csókolóznak, ám kiderül, hogy nem jöhetnek össze: Victoriát el készül venni Klaus feleségül, Tedet pedig a Robinnal és Barneyval szembeni kapcsolata akadályozza meg, hogy igazán boldog legyen. Sokkal később Ted elhatározza, hogy mégis beszél vele, amikor kiderül, hogy Victoria megszökött az esküvőjéről. Sőt nemcsak ő, hanem Klaus is. Így már semmi nem állhatna a boldogságuk útjába. Ted meg is kéri a kezét, de Victoria csak egy feltétellel hajlandó belemenni: minden kapcsolatot meg kell szakítania Robinnal. Ted ezt nem vállalja, ezért ismét szakítanak. Később visszatér Németországba, és utoljára akkor látjuk, amikor segít Tednek visszaküldeni egy medált, ami véletlenül nála maradt.
Victoria szerepe úgy volt megírva, hogy ha a sorozatot elkaszálták volna a második évad után, akkor ő legyen a gyerekek anyja.

### Judy Eriksen
Susie Plakson játssza (magyar hangja Bókai Mária és Bessenyei Emma). Judy az idősebb Marvin Eriksen felesége, három fiuk van: Marvin, Marcus, és Marshall. A minnesotai St. Cloud-ban él, kapcsolata Lilyvel néha kicsit feszült, néha egészen ellenséges, ami Marshallnak gondokat okoz.

### Marvin Eriksen
Bill Faggerbakke alakítja (magyar hangja Németh Gábor és Seder Gábor, a kezdeti néhány epizódban változó). Marshall, az ifjabb Marvin, és Marcus apja, Judy férje. Marshall-lal rendkívül közeli a kapcsolatuk, Marvin azonban 2011-ben meghal. A későbbi epizódokban mint szellemkép jelenik meg, illetve visszaemlékezések formájában utalnak rá.

### Brad Morris
Joe Manganiello játssza (magyar hangja Welker Gábor, Varga Rókus és Pál Tamás). Marshall barátja a jogi karról, akik először akkor kerülnek egymáshoz közel, amikor a második évadban mindkettejükkel szakít a barátnőjük. Ettől kezdve folyton együtt lógnak, aminek furcsa, homoszexuális felhangja van a többiek szerint. Végül Brad újra összejön a barátnőjével, és innentől megszakad köztük a kapcsolat. Később részt vesz Marshall legénybúcsúján és az esküvőn is, majd Barney leüti, amikor megpróbálja megcsókolni Robint. Sokkal később bukkan fel újra, mint álláskereső jogász, akit Marshall alkalmaz is. Hamar kiderül azonban, hogy ez csak egy trükk: igazából egy nagyon komoly perben képviseli az ellenérdekű felet mint ügyvéd, és ezzel a húzással nagy bajba sodorja Marshallt, mert fontos információkat tud így meg. Bár a tárgyaláson Marshall megnyeri a pert, Brad húzásainak köszönhetően a pénzbírság minimális – az efölött érzett csalódás miatt dönti el Marshall, hogy bíró lesz. A jövőben indul New York Állam Legfelsőbb Bírósági bírói pozíciójáért, Marshall-lal rivalizálva, de elveszíti azt.

### Loretta Stinson
Frances Conroy játssza (magyar hangja Frajt Edit). Ő Barney és James anyja. Mivel fiatal korában számtalan nemi kapcsolata volt, így sem Barney, sem James nem tudták meg felnőtt korukig, hogy ki az apjuk. Ha rossz híreket kell közölnie, gyakran hazudik fiainak – mi több, Barney is éveken keresztül hazudik neki arról, hogy családja és gyereke van.

### Zoey Pierson
Jennifer Morrison alakítja (magyar hangja Sipos Eszter Anna). Ted egyik komoly barátnője, akit úgy ismer meg, hogy Zoey az egyike azoknak, akik tiltakoznak az Arcadian Szálló lebontása ellen – a szállóé ellen, amelynek helyén épp Ted élete egyik fő művét készülnek felépíteni. Eleinte kedvelik egymást, de amikor kiderül, ki is Ted valójában, kapcsolatuk ellenségeskedősre vált. Zoey ekkor még férjnél van, férje a filantróp Kapitány, aki a gazdag van Smoot család sarja. Zoey egyre több időt tölt a csapattal, melynek során az ellenségeskedés szép lassan elhalványul köztük. Zoey végül elválik a Kapitánytól és összejönnek Teddel. Kapcsolatuk azonban nem bírja el a végső nagy próbát: Ted az Arcadian lebontása mellett áll ki nyilvánosan, és ezért szakítanak. Később újra összejönnének, viszont Ted meggondolja magát és nem megy el a randira.

### Nora
Nazanin Boniadi játssza (magyar hangja Sági Tímea). Robin munkatársnője, akit ő mutat be Barneynak. Barney nem akarja beismerni, de Nora nagyon megfogja őt, még annak ellenére is, hogy Nora házasságot és gyereket szeretne, és bemutatni őt a szüleinek. Barney mindezzel színleg egyetért, de később kiderül, hogy minden, amit mondott, hazugság, ezért szakítanak. Mégis, utóbb megbánja, és rájön, hogy meg kellene állapodnia. Újra randit kér Norától, és meggyőzi, hogy tud őszinte is lenni. Randiznak többször is, míg végül Barney bevallja, hogy megcsalta Robinnal, ezért újra szakítanak.

### Patrice
Ellen D. Williams játssza (magyar hangja Kokas Piroska). A World Wide News dolgozója, aki nagydumás, és szeretne Robin legjobb barátnője lenni, amit ő nem díjaz annyira. A nyolcadik évadban részt vesz Barney taktikájában, aminek a lényege, hogy eljátssza, hogy ők randiznak, csak hogy elaltassa Robin gyanakvását az igazi lánykérés előtt. Patrice a jövőben mint híres rádiós műsorvezető tevékenykedik.

### Mickey Aldrin
Chris Elliott játssza (magyar hangja Végh Ferenc). Ő Lily apja, akinek régi mániája a társasjáték-készítés. Bolondos, furcsa, néha már-már ostoba játékai annyira kitöltik az életét, hogy alig foglalkozott Lilyvel gyerekkorában. A sorozat kezdetén sem felhőtlen teljesen a viszonyuk, de valamelyest rendeződik. Marshall-lal és Lilyvel együtt ő is beköltözik a pár Long Island-i házába, nagy bosszúságukra. Furcsa szokásai számos bonyodalmat okoznak, melynek következtében egyszer leég az egész ház, így ő is kénytelen visszaköltözni Manhattanbe. Hamar kiderül, hogy Marvinnal szemben sokkal jobb nagyszülő szeretne lenni, mint amilyen szülő valaha is volt.

### Linus
Robert Belushi játssza. A Farhampton Fogadó pincére, akinek Lily a kilencedik évad elején fizet száz dollárt azzal, hogy valahányszor azt látja, hogy üres a kezében a pohár, mindig készítsen neki egy újat. Később kiderül, hogy az összes ital, amit készített, alkoholmentes volt, mert Lily terhes.

### Stella Zinman
Sarah Chalke játssza a szerepet (magyar hangja Makay Andrea). Ted bőrgyógyásza, aki eltávolít róla egy rendkívül kínos tetoválást. Ted randit kér tőle, amire Stella nemet mond, a kislányára hivatkozva. Végül egy gyors, kétperces randiba beleegyezik. Kapcsolatuk elmélyül, Ted pedig megkéri a kezét a harmadik évad végén, amire igent mond. Ted meghívja Stella exférjét, Tonyt is az esküvőre, ami végzetes döntésnek bizonyul, ugyanis Stellában fellángolnak a régi érzelmek, és megszökik Tonyval.

### Kevin Venkataraghavan
Kal Penn játssza. (magyar hangja Horváth Illés) Eredetileg Robin viselkedés-terapeutája volt, akihez bírósági határozat alapján kellett járnia, ám később összejöttek. Mikor Robin rájön, hogy még mindig érez valamit Barney iránt, mégsem szakít vele, sőt Kevin megkéri Robin kezét azután, hogy megtudja, Robinnak sosem lehet gyereke.

### Quinn Garvey
Becki Newton alakítja Quinnt (magyar hangja Bogdányi Titanilla). A sorozat során ő Barney első komoly barátnője/menyasszonya. Egy randin találkoztak, amit Ted szervezett. Barneyban ez a találkozás mély nyomot hagyott, mert Quinn volt az első lány, aki nem vette be a dumáját, sőt csúnyán lekoptatja a fiút. Barney szokásos helyén, a Ledér Leopárdban (sztriptízbár) találkozik újra a lánnyal. Itt Quinn csúnyán kihasználja Barney érzelmeit, és kicsalja pénzét. Egy kávézóban találkoznak újra, ahol Barneynak sikerül meggyőznie a lányt, hogy randizzanak egyet. A randevú olyan jól sikerül, hogy össze is jönnek. A bonyodalmat az okozza, hogy amikor be akarja mutatni barátainak a lányt, azok kétkedve fogadják őt a történtek miatt. Azonban Barney a manipulálás nagymestere partnerre talál a lányban, ebben is. A találkozó végül jól sikerül. Összeköltöznek, bár Barneynak van egy nagy titka, hogy együtt járt Robinnal. Amikor ez kiderül, majdnem szakítás lesz a vége, de Barneynak és Robinnak sikerül meggyőznie, hogy nincs oka tartania Robintól. Végül Barney meg is kéri Quinn kezét, az esküvő azonban meghiúsul, mert Barney elfogad egy rossz tanácsot akkori főnökétől, mégpedig, hogy kössenek házassági szerződést. Végül ez vezet a szakításukhoz, de békében válnak el. Később Quinn felbukkan Barney legénybúcsúján is.

### Sandy Rivers
Alexis Denisof alakítja, Alyson Hannigan férje a való életben (magyar hangja Maday Gábor és Sótonyi Gábor). Egy narcisztikus, bunkó vezető hírolvasó, aki az első évadban mint Robin munkatársa jelenik meg, akit rendszeresen megpróbál randira hívni. Ted és Marshall rendszeresen viccet csinálnak műsorából. Az első évad végén a CNN-hez megy hírolvasónak, posztját Robin örökli meg. Később a hatodik évad során bukkan fel, amikor újra kollégák lesznek Robinnal, ezúttal a World Wide News-nál, ahol a fiatalabb kolléganőket zaklatja. Sandyt stílusa miatt végül mindenhonnan kirúgják, de Oroszországban sikerrel folytatja karrierjét.

### Marcus Eriksen
Marshall egyik testvére, aki gyerekkorában a többiekkel együtt rengeteget ugratta Marshallt. Feleségét és két gyerekét később elhagyja, hogy teljesítse álmát, és csapos legyen (magyar hangja Varga Rókus).

### Wendy, a pincérnő
Charlene Amoia játssza a MacLaren's bár pincérnőjét, aki először a harmadik évadban bukkan fel. Bájos és kissé naiv teremtés, a főszereplők nagyon kedvelik őt. Egy rövid ideig Barneyval is randizott. A későbbiek során kiderül, hogy Marshall exmunkatársához, Meeker-höz ment feleségül, akitől született három gyereke.

### Hammond Druthers
Bryan Cranston játszotta (magyar hangja Haás Vander Péter), Ted kollégája volt a második évadban. Egy igazi építészlegenda, aki rendkívül bunkó módon viselkedett Teddel. Viselkedése miatt kirúgták, majd Chicagóba költözött. A nyolcadik évadban ajánlott Tednek egy állást, amely költözéssel járt voln együtt.

### Arthur Hobbs
Bob Odenkirk játssza (magyar hangja Kapácsy Miklós és Gubányi György István), ő Marshall közvetlen főnöke először a Góliát Nemzeti Banknál, majd később a Nicholson, Hewitt & West-nél. Rossz szokása, hogy üvöltözik az alkalmazottaival, ezért Arrogáns Arthur néven is ismert. Van egy kutyája, akit a válófélben lévő feleségénél is jobban szeret.

### Virginia Mosby
Cristine Rose játssza Ted anyját (magyar hangja Vándor Éva és Menszátor Magdolna), aki harminc évig volt házas Alfreddel. Anélkül váltak el, hogy ezt Teddel közölték volna, válásuk békés volt. Később hozzáment Clinthez. Barney számtalanszor viccelődik azzal, hogy (a Tesókódex tiltása ellenére) lefeküdt Virginiával, ám később kiderül, hogy csak egyszer csókolóztak.

### Alfred Mosby
Michael Gross alakítja (magyar hangja Szombathy Gyula, majd Bolla Róbert). Ted apja, aki Virginiával harminc évig volt együtt, majd csendesen elváltak. Azóta Alfred rendszeresen hajszolja a nőket.

### Daphne
Sherri Shepherd játssza, magyar hangja Kocsis Mariann. A kilencedik évadban kap hangsúlyos szerepet, amikor eleinte vetélkednek Marshall-lal azon, hogy ki hogy tud hamarabb hazajutni, végül azonban összebarátkoznak, és egy darabig útitársak lesznek. Daphnenak van egy lánya, de önmagát nem tartja jó anyának.

### A Kapitány
Kyle MacLahlan játssza (magyar hangja Fehér Péter) a dúsgazdag George von Smoot-ot, aki csak a becenevén hívatja magát – szenvedélyesen szereti ugyanis a hajókat. Zoey Pierson férje a hatodik évad elején, akivel sok a nézetkülönbségük. Bár a Kapitány tekintete félelmetes, már-már gyilkos, személyisége mégis a morcos külsővel ellentétes: nagylelkű és kedves, sőt egy kicsit félénk. Ted elszereti tőle Zoeyt, ennek ellenére amikor egy évvel később találkoznak, kiderül, hogy nem haragszik rá emiatt. Valamivel később munkát ajánl Lilynek, mint művészeti asszisztens, és ennek az az ára, hogy Rómába kellene költözniük; végül erre nem kerül sor. A Kapitány három érmet is nyert az olimpián vívásban, és a sorozat végén Becky a jegyese lesz. A Kapitány felbukkan az "Így jártam apátokkal" című sorozatban is, ebből derül ki, hogy megcsalta Beckyt.

### Nick Podarutti
Michael Trucco játssza (magyar hangja Dányi Krisztián), ő Robin barátja a későbbi évadokban. Először a hetedik évadban találkoznak, itt azonban még csak alkalmi a kapcsolatuk, mert Michael Trucco ekkor a "Békét bíró" című sorozatban játszott, és nem tudott még egy sorozatot vállalni. A nyolcadik évadban aztán visszatér, és ekkor össze is jönnek. Nick túl érzelgős, és eléggé buta is, amely tulajdonságok egyre jobban idegesítik Robint, így szakítanak.

### Robin Charles Scherbatsky Sr.
Ray Wise alakítja, kivéve a "Boldogan élek" című epizódban, ahol Eric Braeden játssza (magyar hangja Szersén Gyula). Robin apja ő, aki mindig is fiút szeretett volna, ezért nagy csalódás számára, hogy lánya született. Fiú módjára nevelte Robint, mígnem csalódást okozott neki, és ezért lemondott róla. Kapcsolatuk feszült lett és maradt sokáig, még azt se mondta el a lányának, hogy újranősült. Amikor Barney megkéri Robin kezét, apa és lánya viszonya is megváltozik, és kibékülnek.

### Bilson
Bryan Callen játssza (magyar hangja az 1. évadban Pálmai Szabolcs) Barney és Marshall kollégáját, aki folyamatosan megvétózta Ted terveit a Góliát Nemzeti Bank épületével kapcsolatban, és ő rúgta ki a cégtől is.

### Scooter
David Burtka játssza, Neil Patrick Harris való életbeli partnere (magyar hangja Előd Botond, Pálmai Szabolcs és Presits Tamás). Scooter nem más, mint Lily középiskolai szerelme, akivel az érettségi banketten szakít. A srác ezen sosem tudja túltenni magát, így rendszeresen felbukkan a sorozat során, mindig azzal a szándékkal, hogy valahogy visszakönyörögje magát. Később kiderül, hogy feleségül veszi Lily sztriptíztáncos hasonmását.

### Gary Blauman
Taran Killam játssza, (magyar hangja Bodrogi Attila) Cobie Smulders való életbeli férje. Barney és Marshall kollégája volt, amíg aztán egy nap be nem telt nála a pohár, és botrányos körülmények közepette fel nem mondott. Habár Barney szerint az élete innentől lejtőre került, és meg is halt, ez nem volt igaz, hiszen később összehaverkodott Bilsonnal, és újra a Góliát Nemzeti Banknál kezdett dolgozni. A sorozat egyik legutolsó epizódjában kiderül, hogy homoszexuális, és egyszer lefeküdt Barney féltestvérével, Jamesszel.

### Don Frank
Benjamin Koldyke játssza (magyar hangja Galbenisz Tomasz), ő Robin hírolvasó kollégája az ötödik évadban. Eleinte Robin ki nem állhatja őt, később viszont összejönnek. Mikor felajánlanak Robinnak egy állást Chicagóban, ő visszautasítja, Don viszont elfogadja, és elköltözik, ezért szakítanak. Robinról később kiderül, hogy részegen többször hagyott fenyegető üzeneteket az üzenetrögzítőjén.

### Doug Martin
Will Sasso játssza (magyar hangja Minárovits Péter). Doug a MacLaren's bár agresszív pultosa, aki "A bunyó" című részben kap nagyobb szerepet, annak ellenére, hogy pár korábbi epizódban is felbukkant, de mindig csak a háttérben.

### Jeanette Peterson
Abby Elliott játssza (magyar hangja Kis-Kovács Luca) ő Ted legutolsó barátnője, mielőtt elkezdett volna járni a gyerekei anyjával. Jeanette egy rendőr, aki másfél éven keresztül követte Tedet, várva a tökéletes pillanatot, amikor összejöhet vele. A többiek őrültnek írják le, amiben van is igazság, ugyanis meglehetősen agresszív jellem. Később Kevinnel, a pszichiáterrel jön össze.

### Becky
Laura Bell Bundy alakítja, (magyar hangja Solecki Janka) Don Frank távozása után ő lesz Robin partnere a reggeli műsorban, mint hírolvasó. Életvidám és hiperaktív, bár gyerekes is, amely taszítja Robint. Később egy hajós reklámban is szerepel, ez vezet el odáig, hogy a Kapitány megkéri a kezét. A karakter szerepel az "Így jártam apátokkal" című sorozatban is egy epizódban.

### Curtis
Roger Bart játssza (magyar hangja Kassai Károly) , ő a Farhampton fogadó recepciósa. A kilencedik évadban kap szerepet, és kiderül, hogy még 2024-ben is ott dolgozik. Nem szándékosan, de nagy szerepe volt abban, hogy Ted és Tracy összejöttek, hiszen Tednek az egyedülállóknak fenntartott szobát adta ki, Tracynek pedig a pont mellette lévőt, amely üresen maradt, miután Robin anyja nem jött el.

### Claudia és Stewart
Virginia Williams és Matt Boren játsszák őket. A sorozat első epizódjai során házasodnak össze. Jellemük némiképp különbözik: Stuart laza és békés (magyar hangja Czvetkó Sándor és Bodrogi Attila), Claudia viszont fellengzős és ideges típus. Ennek ellenére nagyon jól kijönnek egymással. Házasságuk majdnem meghiúsul Tednek köszönhetően, aki Robint is el akarta hívni a lagziba, és ez kisebb botrányt okozott – végül mégis megoldódott a helyzet. Később alkalmanként újra felbukkannak a sorozatban.

### A Hasonmások
Mint kiderül, az öt főszereplőnek mind megvan a maga hasonmása New Yorkban. "Bajusz Marshall" egy busz oldalán bukkan fel egy reklámon, majd később a MacLaren's-ben. "Leszbi Robint" az utcán látják meg, "Sztriptíztáncos Lilyt" pedig a Ledér Leopárd klubban (eredeti neve Jasmine, és később a Lilyvel való hasonlósága okán Scooter veszi el feleségül). "Mexikói Pankrátor Ted" a "Robotok vs. pankrátorok" rendezvényen bukkan fel. Barneynak több vélt hasonmása is van, ám ezekről kiderül, hogy igazából ő, csak álruhában. Az igazi hasonmás Dr. John Stangel, Lily nőgyógyásza.

## Hírességek epizódszerepben

### Saját magukat alakítva
- Maury Povich – "A nagy verseny" című epizódban bukkan fel, visszatérő geg, hogy a bandatagok mindenütt őt látják.
- Regis Philbin – A "New York legjobb hamburgere" című epizódban kutatja ő is a hamburgert, illetve egy fiktív tévéműsorban, a "Millió Dolláros Fej vagy Írás"-ban műsorvezető.
- Heidi Klum, Alessandra Ambrosio, Marissa Miller, Miranda Kerr és Adrianna Lima – "A görcs" című epizódban jelennek meg, mint fehérneműmodellek a Victoria’s Secret bemutatóján.
- Kim Kardashian, Spencer Pratt, és Heidi Montag – az "Előnyök" című epizódban szerepelnek egy újság címoldalán, akikkel Marshall képzeletbeli beszélgetést folytat.
- Boyz II Men – a "Pofonadás 3" című epizódban éneklik a "You Just Got Slapped" című dalt.
- "Weird Al" Yankovic – a "Noretta" című epizódban olvassa fel Ted egy régi rajongói levelét.
- Ralph Macchio (magyar hangja Gacsal Ádám) és William Zabka (magyar hangja Stern Dániel) – "A Tesó Mitzvó" című részben bukkannak fel Barney legénybúcsúján, majd William Zabka a kilencedik évadban Barney esküvői előkészületeiben segédkezik hat epizódban.
- Emmit Smith – "A hétfő esti meccs" című részben fut össze vele Barney, mikor a Super Bowl-döntő eredményét szeretné megtudni.
- Jim Nantz (magyar hangja Haagen Imre) – "A tökéletes hét" és az "Örökkön örökké, 2. rész" című epizódokban bukkan fel, ahol Barney azt képzeli, hogy ő interjúztatja őt.
- Frank Viola – "Az utolsó oldal, 1. rész" című epizódban felhívja Marshallt telefonon, aki egy "103" miatt nem tud beszélni.
- Nick Swisher – a New York Yankees egykori játékosaként bukkan fel "A tökéletes hét" című epizódban, ahol elcsábítja Barney kiszemeltjét.
- George Clinton – a "Hol is tartottunk?" című részben bukkan fel, Marshall képzeletében.
- Bob Barker (magyar hangja Rudas István) – a "Nyílt kártyákkal" című részben ő vezeti a "Mennyi az annyi?" című műsort, Barney pedig azt hiszi, hogy ő az apja, mert az anyja azt hazudta neki.
- Tim Gunn – a "Nők vs. öltönyök" című epizódban szerepelt legelőször, majd később pár epizódban, mint Barney öltönyszabója.
- Alex Trebek – a "Téves riasztás" és a "P.S. Szeretlek" című epizódokban szerepelt.
- Alan Thicke – többször visszatérő szereplő volt. A "Homokvárak a homokban" klipjében Robin apját játszotta, a "Rossz passzban" című epizódban Lily kérésére próbálja meg szétválasztani Robint és Barneyt. A "Glitter" című epizódból kiderül, hogy egy gyerekműsor társműsorvezetője volt Robinal együtt, a "P.S. Szeretlek" című részben pedig leveri Barneyt, amikor az verekedni akar vele, mert azt hiszi, hogy belé volt szerelmes Robin fiatalkorában. "A bemutatkozó vacsora" című részben pedig egy Crash Test Dummies-számot énekel.
- Jason Priestley, Paul Schaeffer, Geddy Lee, Dave Coulier, k.d. Lang, Luc Robitaille, és Steven Page – a "P.S. Szeretlek" című epizódban szerepelnek, mindannyian a Robin Sparkles-dokumentumfilm szereplőiként.

### Másik karaktert játszva
- Britney Spears, mint Abby, aki a "Tíz alkalom" és a "Kiárusítás" című részekben alakítja Stella recepciósát. Belehabarodik Tedbe, akit viszont inkább Stella érdekel, ezért bánatában lefekszik Barneyval. Viszont mivel ő csak kihasználta, ezért bosszút áll rajta.
- Mandy Moore, mint Amy. A "Most figyelj" című epizódban szerepel, mint Ted randija, aki részegen rászedi Tedet, hogy menjenek el egy tetoválószalonba, ahol rákerül Ted hátsójára a hírhedt "kurvarrat".
- Jennifer Lopez, mint Anita Appleby. A "Persze, hogy..." című részben szerepel, mint egy randizós könyv szerzője.
- Enrique Iglesias, mint Gael. A "Most figyelj" és a "Mi nem vagyunk idevalósiak" című epizódokban szerepel, mint Robin Argentínában felszedett barátja.
- Tracey Ullman, mint Genevive Scherbatsky
- Katy Perry, mint "Drága"
- Nicole Scherzinger, mint Jessica Glitter
- Carrie Underwood, mint Tiffany
- James Van der Beek mint Simon, Robin expasija fiatalkorából, Kanadában

## Egyéb szereplők
- Abigail Spencer mint Blabla / Carol: Ted randija, akivel a "World of Warcraft"-ben ismerkedett meg, és akinek eleinte nem emlékszik a nevére, amikor róla mesél.
- Jane Carr mint Mrs. Buckminster: Marvin dadája
- Ashley Benson mint Carly Whittaker: Barney féltestvére
- Lindsay Price mint Cathy: Ted egyik barátnője, aki egyfolytában csak beszél
- Rachel Bilson mint Cindy (magyar hangja Molnár Ilona): Ted diákja, egy időben barátnője, az Anya egykori szobatársa
- Jayma Mays mint "Rucimaca": egy lány, akivel Ted az Oké Király klub ruhatárosaként találkozott
- Andrew Rannells mint Darren (magyar hangja Varga Gábor): az Anya zenekarának tagja, aki módszeresen szabotálja az emberi kapcsolatokat
- Seth Green mint Daryl (magyar hangja Szokol Péter): Marshall és Lily egykori koleszos barátja
- Martin Short mint Garrison Cootes (magyar hangja Katona Zoltán): Marshall főnöke a környezetvédelemre specializálódott ügyvédi irodánál
- Tracey Ullman mint Genevieve Scherbatsky (magyar hangja Halász Aranka): Robin anyja
- Meagen Fay, mint Janice Aldrin: Lily anyja
- Lindsay Sloane mint Jen, akivel Ted kétszer is vakrandizott
- John Cho mint Jefferson Coatsworth: a Nicholson, Hewitt & West-hez akarja felvenni Marshallt
- Amanda Peet mint Jenkins: Marshall és Ted munkatársnője
- John Lithgow mint Jerome Whittaker (magyar hangja Barbinek Péter): Barney apja
- Aisha Kabia mint Kara: Brad barátnője
- Laura Prepon mint Karen (magyar hangja Mezei Kitty): Ted barátnője a koleszos évekből, akit mindenki utál a stílusa miatt
- Lucy Hale mint Katie Scherbatsky (magyar hangja Csuha Bori): Robin húga
- Thomas Lennon mint Klaus (magyar hangja Horváth-Töreki Gergely): Victoria német vőlegénye
- Jane Seymour mint Lewis professzor: Marshall egyik egyetemi tanára
- Mircea Monroe mint Liddy Gates: Barney és Robin esküvőszervezője
- Erinn Bartlett mint Mary: ügyvédbojtár, akiről Barney azt hazudja Tednek, hogy prostituált
- JoAnna Garcia mint Maggie Wilks (magyar hangja Csondor Kata): a tökéletes barátnő, akit Ted azonnal fel akar szedni, amint egyedülálló lesz
- Darby Stanchfield mint Marissa Heller: a cselekmény helyszínéül szolgáló lakás előző bérlője
- Renée Taylor mint Mrs. Matsen: Tedék szomszéd nénije
- Geoff Stults mint Max (magyar hangja Stern Dániel): Robin randija az első évadban
- April Bowlby mint "Őrült" Meg: Barney randija, aki mindenáron szeretne már megállapodni
- Katie Holmes mint Naomi, a Lotyós Tök (magyar hangja Törtei Tünde): a lány, akivel Ted egy Halloween-bulin találkozik, majd évekig keresi őt
- Robbie Amell mint Nate "Scooby" Scooberman: Robin randija, aki kutya módjára viselkedik
- Danneel Ackles mint Nora Zinman: Stella testvére
- Amy Acker mint Penelope (magyar hangja Mezei Kitty): Barney randija, ami megtanítja Tedet esőtáncolni
- Ryan Sypek mint PJ: Ted asszisztense a Mosbius Designs-nál
- Chris Romano mint Punchie (magyar hangja Szabó Máté): Ted gyerekkori barátja
- Will Forte mint Randy Wharmpess: Barney munkatársa a Góliát Nemzeti Banknál
- Stephanie Faracy mint Sonda: Barney anyjának barátnője, vele vesztette el Barney a szüzességét
- Ben Vereen mint Sam Gibbs tiszteletes (magyar hangja Imre István): James vér szerinti apja
- Beth Lacke mint Sarah O'Brian: fogorvos, aki a randiszolgáltatás szerint Ted ideális partnere
- Carla Toutz mint Sascha: repülőtéri biztonsági őr az 1. évadban
- Eva Amurri mint Shelly: óvónő Lily óvodájában
- Vicki Lewis mint Dr. Sonya (magyar hangja Molnár Zsuzsa): Lily szülésznője
- Janet Varney mint Stacy Gusar: Barney és Ted hajtanak rá, hogy eldöntsék, melyikük a nagyobb "ász"
- Kevin Heffernan mint Steve Biel: pornósztár, aki a Ted Mosby művésznevet használja
- Jorge Garcia mint Steve "Blitz" Henry (magyar hangja Kapácsy Miklós): a banda balszerencsés ismerőse
- Jai Rodriguez mint Tom: James partnere, majd férje
- Darcy Rose Byrnes mint Lucy Zinman: Stella lánya
- Jason Jones mint Tony Grafanello (magyar hangja Holl Nándor): Stella exférje, "A menyasszony" című film producere
- Danica McKellar mint Trudy (magyar hangja az 1. évadban Bogdányi Titanilla, a 3. évadban Vadász Bea): az "ananász incidens" idején Ted randija
- Peter Gallagher mint Vinick professzor (magyar hangja Király Adrián): Ted volt egyetemi tanára

## Fordítás
- Ez a szócikk részben vagy egészben  a   List of characters from How I Met Your Mother című angol Wikipédia-szócikk fordításán alapul.  Az eredeti cikk szerkesztőit annak laptörténete sorolja fel. Ez a jelzés csupán a megfogalmazás eredetét és a szerzői jogokat jelzi, nem szolgál a cikkben szereplő információk forrásmegjelöléseként.